# 55 Жирафа
55 Жирафа (лат. 55 Camelopardalis), HD 67447 — одиночная звезда в созвездии Большой Медведицы на расстоянии приблизительно 866 световых лет (около 265 парсеков) от Солнца. Видимая звёздная величина звезды — +5,329m.

## Характеристики
55 Жирафа — жёлтый яркий гигант спектрального класса G7IIb. Радиус — около 35,9 солнечных, светимость — около 481,82 солнечных. Эффективная температура — около 5050 К.